# Ivanska
Ivanska es un municipio de Croacia en el condado de Bjelovar-Bilogora.

## Geografía
Se encuentra a una altitud de 147 m s. n. m. a 79 km de la capital nacional, Zagreb.

## Demografía
En el censo 2011 el total de población del municipio fue de 2911 habitantes, distribuidos en las siguientes localidades:
- Babinac -  141
- Donja Petrička -  156
- Đurđic -  203
- Gornja Petrička - 104
- Ivanska -  722
- Kolarevo Selo - 158
- Križic - 198
- Paljevine - 240
- Rastovac -  43
- Samarica - 195
- Srijedska - 305
- Stara Plošćica - 258
- Utiskani - 187

| Gráfica de población de Ivanska 1857-2011                           |
|                                                                     |
| Según los censos de población de la oficina estadística de Croacia. |